# 褚春來
褚春來（1962年9月18日—），生於桃園縣蘆竹鄉（今桃園市蘆竹區），前桃園市議會議員，中國國民黨籍，元智大學社會科學暨政策碩士班，曾任桃園市蘆竹區第1任區長、桃園縣蘆竹市第1屆市長、桃園縣蘆竹鄉第17屆鄉長、桃園縣議會第16屆縣議員、桃園縣蘆竹鄉民代表會第17屆鄉民代表。
在擔任蘆竹鄉長期間從2009年起開始發放遷籍獎勵金。2014年1月10日，在發出四千三百六十多萬元遷籍獎勵金給一萬九千多人後，蘆竹鄉人口方達到改制標準的15萬人，於同年6月3日改制為蘆竹市。桃園縣於同年12月25日升格為直轄市，蘆竹市再改制為蘆竹區，褚春來個人也成為末代鄉長、唯一一任市長、首任區長。

## 外部連結
- 褚春來議員建議款資料 （页面存档备份，存于）